# Вэттылькы
Вэттылькы (устар. Ватылька) — река в России, протекает в Красноселькупском район Ямало-Ненецкого автономного округа. Устье реки находится в 792 км по левому берегу реки Таз. Длина реки — 273 км, площадь водосборного бассейна — 4780 км².

## Притоки
- 6 км: река без названия
- 24 км: Няркылькы
- 46 км: протока Пюрмальтэмы
  - 16 км: Тонулькы
- 53 км: Чопсмачилькикэ
- 78 км: Отэльулыкиккэ
- 112 км: Велисурунъёган
- 129 км: Чанкылькы
- 157 км: река без названия
- 163 км: Берёзовая
- 171 км: Локаткы
- 181 км: Кунтымпамъёган
- 185 км: Мегинъёган
- 194 км: Беличья
- 198 км: Малая Вэттылькы
- 213 км: Камылькаёган
- 226 км: река без названия
- 246 км: Айёган
- 259 км: Чирковая
- 265 км: Южная

## Данные водного реестра
По данным государственного водного реестра России относится к Нижнеобскому бассейновому округу, водохозяйственный участок реки — Таз. Речной бассейн реки — Таз.
Код объекта в государственном водном реестре — 15050000112115300065727.